# گابریل رولاندو
گابریل رولاندو (انگلیسی: Gabriele Rolando؛ زادهٔ ۲ آوریل ۱۹۹۵) بازیکن فوتبال اهل ایتالیا است.
از باشگاه‌هایی که در آن بازی کرده‌است می‌توان به باشگاه فوتبال سمپدوریا و باشگاه فوتبال پالرمو اشاره کرد.